# Inimutaba
Inimutaba är en kommun i Brasilien.   Den ligger i delstaten Minas Gerais, i den sydöstra delen av landet, 500 km sydost om huvudstaden Brasília. Antalet invånare är 6 729.
Omgivningarna runt Inimutaba är huvudsakligen savann. Runt Inimutaba är det glesbefolkat, med 8 invånare per kvadratkilometer.